# Stratigraphisches Prinzip

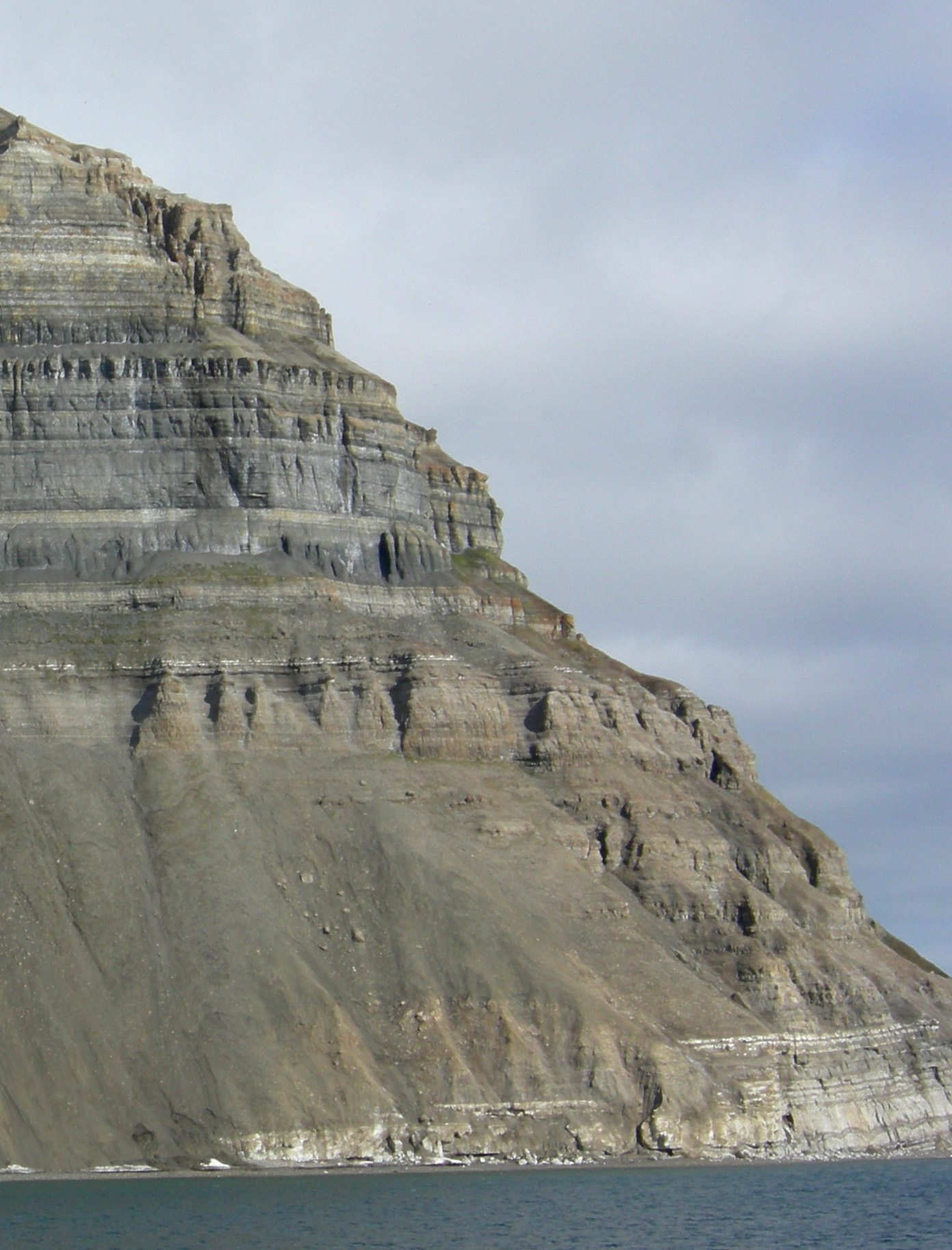
Die stratigraphische Folge im Isfjorden auf der zu Spitzbergen gehörenden Insel Svalbard

Das geologische stratigraphische Prinzip (auch stratigraphisches Grundgesetz oder Lagerungsregel) ist das grundlegende Prinzip der Stratigraphie in der Geologie.

## Beschreibung
Das stratigraphische Prinzip besteht aus drei Teilen:
- 1) das Prinzip der lateralen Ausdehnung von Gesteinsschichten, oder Prinzip der Horizontbeständigkeit, das heißt, bei Gesteinen, die an verschiedenen Orten auftreten, aber genau die gleichen Eigenschaften aufweisen, handelt es sich auch um dieselben Gesteinsschichten.

- 2) das Prinzip der ursprünglichen Horizontalität, oder Prinzip der horizontalen Ablagerung von Sedimenten

- 3) das Prinzip der Überlagerung, oder Prinzip der Lagerungsabfolge, das heißt, Sedimentschichten werden in einer zeitlichen Reihenfolge abgelagert, vom älteren im Liegenden („unten“) zum jüngeren im Hangenden („oben“).

Diese Prinzipien wurde 1669 zum ersten Mal von dem dänischen Naturforscher Nicolaus Steno (1638–1686) in seinem Werk De solido intra solidum („Vom Festen im Festen“) formuliert, nachdem er die Gesteine des Apennins in der Nähe von Florenz untersucht hatte.
Das stratigraphische Prinzip erlaubt Aussagen über das relative Alter der Gesteine, nicht aber über ihr absolutes Alter. Die jüngere Schicht könnte sich prinzipiell schon wenige Tage nach der älteren gebildet haben oder aber auch erst Millionen von Jahren später.

## Stenos Gedankengang

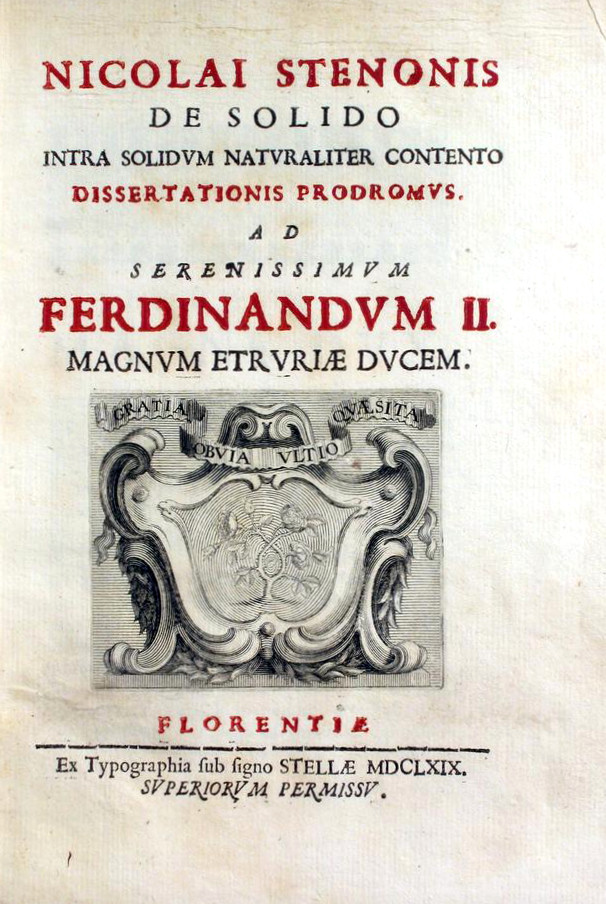
Stenos Werk mit dem vollständigen Titel De solido intra solidum naturaliter contento dissertationis prodromus

Nicolaus Steno ging davon aus, dass alle Gesteine und Minerale einst flüssig gewesen seien und dass sich Gesteinsschichten bilden, indem Teilchen nach und nach aus einer Emulsion in Wasser ausfallen und auf den Grund absinken. Dieser Vorgang würde folglich waagerechte (söhlige) Lagen erzeugen, wobei es sich bei den Schichten an der Basis um die ältesten handelt und bei jenen weiter oben um die jüngsten.
Steno war sich aber bereits bewusst, dass andere geologische Prozesse zu scheinbaren Ausnahmen von seinen Ablagerungsgesetzen führen konnten. Diese Abweichungen führte er auf spätere Störungen des Gesteinsverbundes zurück. Er argumentierte, dass unterirdische Flüsse tief gelegene Schichten ausgehöhlt haben könnten und dass dann der Einsturz der Höhle große Teile von höher gelegenen Schichten in die Tiefe befördert habe. Ebenso vermutete er, dass Gesteine durch unterirdische Kräfte in die Höhe gehoben werden könnten.
Wie seine Zeitgenossen führte Steno die Bildung der meisten Gesteine auf die biblische Sintflut zurück. Dennoch bemerkte er, dass die tiefer liegenden Schichten der zwei wichtigsten Gesteinsarten im Apennin keine Fossilien enthielten, während die höher liegenden sehr fossilreich waren. Er schlug deshalb vor, dass sich die oberen Schichten während der Flut, nach Erschaffung des Lebens, gebildet hätten, während die unteren entstanden seien, noch bevor es Leben auf der Erde gab. Dies stellt den ersten bekannten Versuch in der Geschichte der Geologie dar, bestimmte Zeitabschnitte in der Erdgeschichte voneinander zu unterscheiden.

## Heutiger Stand
Heute ist bekannt, dass es tatsächlich Ausnahmen vom Prinzip der horizontalen Ablagerung gibt. Das bekannteste Beispiel sind Sanddünen. Hier gibt es Hänge mit bis zu 15° Gefälle, bei denen die innere Reibung zwischen den einzelnen Körnern verhindert, dass die Böschung zu einem flacheren Winkel abrutscht. Auf ähnliche Weise können Sedimente eine bereits vorhandene geneigte Oberfläche bedecken. Außerdem erstrecken sich Sedimentschichten nicht unendlich weit nach allen Seiten hin, sondern keilen früher oder später aus, was ebenfalls leichte Abweichungen von der Horizontalen während der Ablagerung voraussetzt.
Gesteinsschmelze kann sich ihren Weg durch das umgebende Gestein bahnen und manchmal zwischen zwei ältere Schichten eindringen, womit sie ebenfalls eine Ausnahme vom stratigraphischen Prinzip darstellt.
Andererseits gilt das stratigraphische Prinzip grundsätzlich sogar für Gesteine, die nicht aus Wasser abgeschieden werden, sondern aus magmatischen Eruptionen oder aus der Luft, wie zum Beispiel vulkanische Ergussgesteine und Aschen, und durch die Luft verfrachtete äolische Sedimente.
Verstellungen der Gesteine durch Faltung und Störungen können die Untersuchung einer stratigraphischen Abfolge jedoch erheblich erschweren. Aufgrund von tektonischen Überschiebungen kann es zum Beispiel vorkommen, dass wider Erwarten doch ältere Gesteine über jüngeren zu finden sind. Dabei wird die Rekonstruktion der wirklichen Lagerungsverhältnisse durch den Umstand erschwert, dass Überschiebungen oft nur einen kleinen Winkel zur Schichtung der überschobenen Gesteine aufweisen oder gelegentlich sogar schichtparallel ausgebildet sind. Tatsächlich werden gerade scheinbare Verletzungen des stratigraphischen Prinzips in Überschiebungszonen von Kreationisten und Schöpfungswissenschaftlern gerne als Belege angeführt, um die allgemeinen Grundlagen der Geologie in Zweifel zu ziehen. Trotz alledem hinterlassen solche Vorgänge sichtbare Spuren, die entschlüsselt werden können. Zum Beispiel sind die Gesteine entlang von Störungslinien meist rissig, zerbrochen oder sogar mineralogisch umgewandelt.